# Похорон Сталіна (фільм)
Похорон Сталіна (рос. Похороны Сталина) — радянський художній фільм, створений Євгеном Євтушенком.

## Сюжет
1953 рік, СРСР. Москва прощається з Вождем. У похоронній штовханині Женя знайомиться з Елею. За довгі години, проведені в траурній процесії, вони встигли багато дізнатися одне про одного, але Еля безглуздо гине. Так у Жені починається інше, доросле, життя.

## У ролях
- Денис Константинов — Женя
- Євген Платохін — «Лисий»
- Ванесса Редгрейв — англійська журналістка
- Альберт Тодд — американець
- Олексій Баталов — батько Жені
- Наталя Коляканова — мати Жені
- Марина Калініченко — Еля
- Майя Булгакова — «дружина Сталіна»
- Вадим Вільський — гравець у шашки
- Дмитро Джаіяні — Джумбер Сергійович, майор
- Олексій Гессен — Додік, друг Жені
- Світлана Харитонова — тітка Жені
- Рафаель Клейнер — Ізраїль Борисович, батько Додика
- Георгій Юматов — охоронець Сталіна
- Михайло Жигалов — робочий
- Сава Куліш — француз
- Баррі Пітерсен — дипломат
- Олег Царьков — Смерш
- Юлія Рутберг — мати Додіка
- Віра Паршина — Зюля
- Олена Євтушенко — отаманша
- Аркадій Севідов — піаніст
- Євген Євтушенко — скульптор
- Валентин Нікулін — заарештований сусід
- Олексій Консовський — заарештований у справі лікарів
- Галина Стаханова — працівниця кладовища
- Віктор Лазарев — візник
- Володимир Балон — кремлівський лікар
- Володимир Ільїн — людина в пивній
- Сергій Безруков — безпритульний, епізод
- Галина Чуриліна — епізод
- Муза Крепкогорська — епізод
- Всеволод Ларіонов — текст за кадром

## Знімальна група
- Сценарист і режисер-постановник: Євген Євтушенко
- Оператор-постановник: Анатолій Іванов
- Композитор: Чарльз Чаплін, Дж. Майя, Ігор Назарук